# نجم طلایی ظریف
نجم طلایی ظریف (نام علمی: Gagea tenera) نام یک گونه از سرده نجم طلایی است.